# Transcorrézien

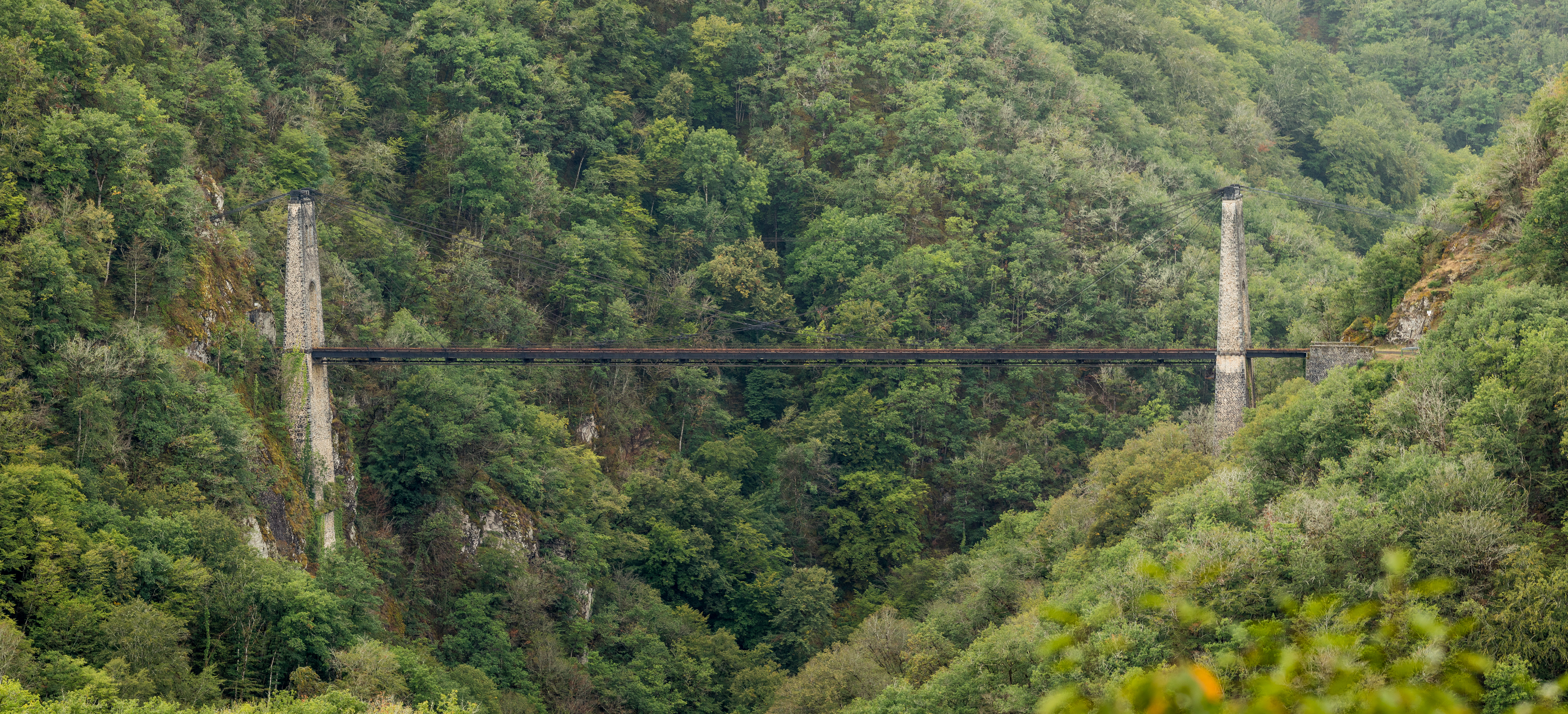
Le viaduc des Rochers Noirs (1913), principal ouvrage d'art du Transcorrézien.

Le Transcorrézien, appelé localement et plus familièrement le Tacot, est une ancienne ligne ferroviaire à écartement métrique dans le département français de Corrèze dans le Massif central.
C'est un élément du réseau des tramways de la Corrèze. Il fut pendant un peu moins de cinquante ans, entre 1913 et 1960, le tramway à vapeur le plus utilisé de Haute Corrèze, reliant Tulle et Ussel.

## Histoire
Inauguré en 1913 par Raymond Poincaré alors président de la République, le tramway sillonna la campagne corrézienne jusqu'à sa disparition en 1960. Ce tramway a permis le désenclavement des petites communes rurales leur permettant d'être reliés aux villes de la région, souvent lien unique avec celle-ci. Utilisé pour la vie quotidienne, il permettait aussi la participation aux évènements de la vie locale: mariages, foire, pèlerinage... Il fut aussi utilisé lors de la Résistance durant la Seconde Guerre mondiale.
Ses lignes furent exploitées de 1912 à 1925 par la Société des Tramways Départementaux de la Corrèze et de ce fait, la dénomination administrative est le plus souvent Tramways de la Corrèze ou T.C.
Au total plus de 190 kilomètres de lignes pour une activité tant marchandises que voyageurs, reliant Tulle et Ussel avec 15 arrêts : Tulle, Laguenne, Espagnac, Saint-Pardoux-la-Croisille, Clergoux, Marcillac-la-Croisille, Lafage-sur-Sombre, Saint-Hilaire-Foissac, Lapleau, Soursac, Saint-Pantaléon-de-Lapleau, Saint-Hilaire-Luc, Neuvic, Liginiac, Chirac-Bellevue et Ussel.

## Le Transcorrézien aujourd’hui
Aujourd’hui, il reste quelques vestiges de son histoire. Çà et là, quelques gares, citernes et éléments ferroviaires ont été restaurés, comme le wagon-grue en gare de Chirac-Bellevue à Marcillac-la-Croisille ou une locomotive et un wagon à Soursac. Les principaux éléments d'architecture sont conservés, bien que souvent fermés au public, notamment le viaduc de Lantourne, aujourd'hui viaduc routier, et le viaduc des Rochers Noirs, entre Soursac et Lapleau, un pont suspendu de 170 m de long au-dessus de la Luzège, classé monument historique. Intégralement restauré, il a rouvert aux piétons et cyclistes fin 2024.
Des itinéraires de randonnée ont été dégagés en 2001 sur les anciennes voies du tacot.
Afin de faire perdurer le Trancorrézien dans les mémoires, le syndicat mixte des itinéraires du Transcorrézien et du P.O.C., installé à Espagnac, a pour but la valorisation de ce patrimoine.